# Corydalis paczoskii
Corydalis paczoskii là một loài thực vật có hoa trong họ Anh túc. Loài này được N.Busch mô tả khoa học đầu tiên năm 1905.